# Zora Haluzická
Zora Haluzická, coniugata Staršia (30 luglio 1940), è un'ex cestista cecoslovacca.

## Carriera
Con la Cecoslovacchia ha disputato tre edizioni dei Campionati europei (1960, 1962, 1966).